# Bura Sándor
Bura Sándor (Nagyvárad, 1895. október 15. – Budapest, 1956. július 1.) magyar cigányprímás, zeneszerző. Bura Károly (1881–1934) testvéröccse, Radics Béla cigányprímás veje.

## Életpályája
Szülei: Bura József és Síró Rozália voltak. Bura Károly zenekarában kezdte pályáját. Később a zenekart felváltva vezették. Testvére mellett a nagyváradi közönség kedvelt cigányprímása volt. 1928-ban Budapestre költözött; 1928–1940 között a Royal Szálló éttermében és a Dunapalotában zenélt. 1940–1956 között a Hungária Szálló és a Gellért Szálló éttermében muzsikált.
A cigányzene nagy egyénisége volt, kortársai közül leginkább szép tónusával vált ki. Nótaszerzéssel is foglalkozott, ismert csárdása: Illa berek, nádak erek.
Sírja a Fiumei úti sírkertben található (33-1-8).

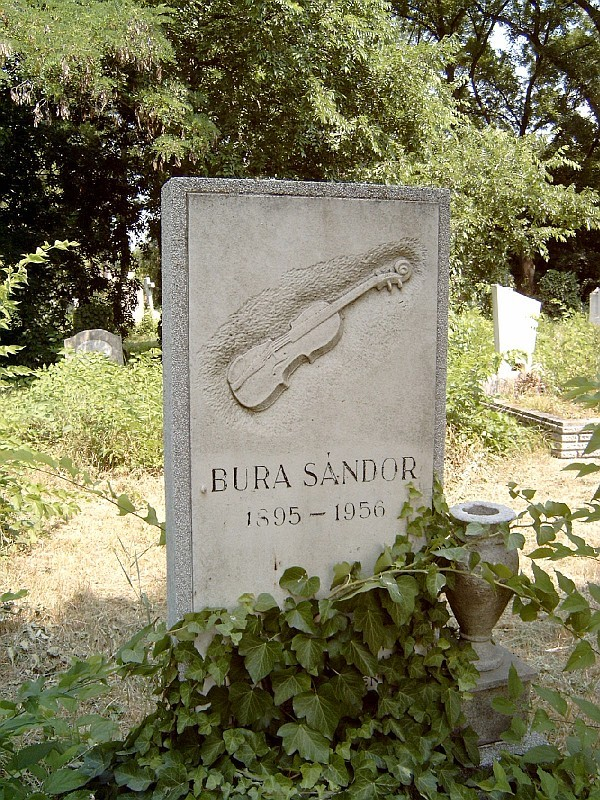
Bura Sándor cigányprímás sírja Budapesten. Kerepesi temető: 33-1-8

## Magánélete
1925-ben Budapesten házasságot kötött Radics Irén Lídiával, Radics Béla cigányprímás lányával.